# Madonna Łokietkowa
Madonna Łokietkowa (lub Pani Wiślicka, Matka Boża Uśmiechnięta) – otoczona kultem wczesnogotycka płaskorzeźba Matki Bożej z Dzieciątkiem Jezus na rękach. Znajduje się na ołtarzu bazyliki Narodzenia NMP w Wiślicy.

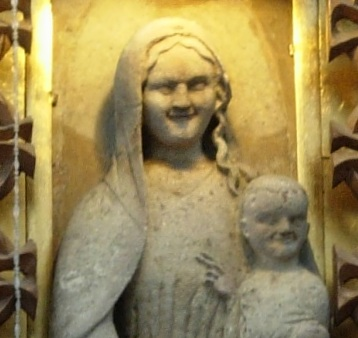
Madonna Łokietkowa

Tradycja mówi o sprowadzeniu płaskorzeźby z Węgier przez Andrzeja Świerada. Miało to mieć miejsce w I poł. XI w. Jednakże badania naukowe zaprzeczają temu, określając czas powstania Madonny na koniec XIII w.
Według tradycji przed rzeźbą modlił się o zjednoczenie kraju Władysław Łokietek. Pobożny książę spędzał przed posągiem całe godziny pogrążony w modlitwie. Zwracał się przy tym do Madonny jako Matki (Okaż się Matką), prosząc o pomoc dla narodu. Pewnego dnia wyczerpany książę zasnął w kościele, a wtedy, we śnie przemówiła do niego Maryja: Władysławie, wstań, idź, a zwyciężysz. Od tego czasu wiślicka Madonna nazywana jest Łokietkową.
Przed posągiem modliła się królowa Jadwiga z królem Jagiełłą. Do figury Madonny pielgrzymowały pokolenia wiślickich parafian oraz rzesze pielgrzymów, zostawiając liczne wota.
17 lipca 1966 Madonna została ukoronowana przez kardynała Stefana Wyszyńskiego. W uroczystości brało udział 36 biskupów, 400 księży oraz ok. 40 tysięcy wiernych. Wśród biskupów obecni byli arcybiskup krakowski Karol Wojtyła (późniejszy papież Jan Paweł II) oraz biskup kielecki Jan Jaroszewicz.
Płaskorzeźba umieszczona jest w półkolistej apsydzie prezbiterium. Pierwotnie była ona częścią kamiennego retabulum. W późniejszym okresie znajdowała się w ołtarzu na filarze, a jeszcze później (XVII w.) w ołtarzu bocznym.
W 2017 zostały przeprowadzone w Krakowie prace konserwatorskie głównego ołtarza z płaskorzeźbą Madonny Łokietkowej.
Rzeźba przedstawia smukłą postać Matki Bożej ubranej w suknię i płaszcz. Matka Boża lekko się uśmiecha. Na lewym ramieniu trzyma Dzieciątko Jezus, także uśmiechnięte. Dzieciątko unosi prawą rękę w geście błogosławieństwa. W lewej natomiast trzyma jabłko królewskie.